# Zoe Cassavetes
Pour les articles homonymes, voir Cassavetes.
Zoe Rowlands Cassavetes, simplement appelée Zoe Cassavetes ou Zoe R. Cassavetes, est une réalisatrice, scénariste et actrice américaine, née le 29 juin 1970 dans le comté de Los Angeles.

## Biographie
Zoe Cassavetes est la fille de John Cassavetes et de Gena Rowlands ainsi que la sœur de Nick Cassavetes et Alexandra Cassavetes.

## Filmographie

### Comme réalisatrice

#### Cinéma
- 2000 : Men Make Women Crazy Theory
- 2007 : Broken English
- 2011 : The Powder Room (court-métrage)
- 2013 : Paris (court-métrage)
- 2015 : Days Out of Days
- 2016 : Behind the Door (court-métrage)

#### Télévision
- 2009 : X femmes (série télévisée), saison 2, épisode 1 (Samedi soir)
- 2017 : Junior (série télévisée)
- 2019 : Ride or Die (téléfilm)
- 2020 : Emily in Paris (série télévisée), saison 1, épisodes 4 (Juste un baiser) et 5 (Faux Amis)
- 2021 : The Sex Lives of College Girls (série télévisée)
- 2022 : Uncoupled (série télévisée), épisodes 3 et 4
- 2023 : L'Été où je suis devenue jolie (série télévisée), saison 2, épisodes 1 (Amour perdu) et 2 (Scène d'amour)

### Comme scénariste
- 2007 : Broken English
- 2009 : X femmes (série télévisée), saison 2, épisode 1 : Samedi soir
- 2013 : Paris (court-métrage)
- 2015 : Days Out of Days
- 2017 : Junior (série télévisée)

### Comme actrice
- 1971 : Minnie and Moskowitz : bébé
- 1991 : Ted and Venus de Bud Cort : serveuse
- 1992 : Bruits de coulisses (Noises Off...) : machiniste de Miami
- 1993 : The Thing Called Love : serveuse du Bluebird
- 1998 : Lick the Star : professeure d'éducation physique

## Émission de télévision
- 1994 : Hi Octane - animatrice et créatrice